# Macrognathus meklongensis
Macrognathus meklongensis är en fiskart som beskrevs av Roberts, 1986. Macrognathus meklongensis ingår i släktet Macrognathus och familjen Mastacembelidae. IUCN kategoriserar arten globalt som otillräckligt studerad. Inga underarter finns listade i Catalogue of Life.